# Alex Yee
Alexander "Alex" Amos Yee, född 18 februari 1998, är en brittisk triatlet.
Han tog guld vid olympiska sommarspelen 2020 i triatlons mixstafett och silver i det individuella loppet. 2022 tog han guld vid VM i Montreal.